# КК Бурсаспор
Бурсаспор баскет, из спонзорских разлога Фрути Екстра Бурсаспор, је турски кошаркашки клуб смештен у Бурси. Тренутно се такмиче у Првој лиги Турске. Клуб је основан 2014.

## Историја
Бурсаспор је основан 2014. године кад је и приступио такмичењу у Трећој лиги. У сезони 2018/19, Бурса је освојила прво место у Другој лиги и тако је изборила пласман у највиши ранг. У сезони 2019/20, Бурса је након заузетог 9. места у Првој лиги изборила пласман у Еврокуп за сезону 2020/21. То је била прва сезона у којој су дебитовали, у групној (првој) фази у групи Д, заузели су 5. место и испали из такмичења. У сезони 2021/22, поново су учесници Еврокупа и остварили су пласман у финале, након што су у елиминационој фази савладали на гостовањима Партизан, Цедевиту Олимпију и Андору.

## Спонзорска имена
- Бурсаспор Дурмазлар: 2016–2019
- Фрути Екстра Бурсаспор: 2019–тренутно

## Играчи

### Графикон позиција
| Поз. | Стартер        | Клупа 1          | Клупа 2     | Резерве/повређени |
| ---- | -------------- | ---------------- | ----------- | ----------------- |
| Ц    | Кеваријус Хејз | Ајберк Олмаз     |             | Тарик Сезгуњ      |
| КЦ   | Дејв Дудзински | Метин Турењ      |             |                   |
| К    | Онуралп Битим  | Џон Холанд       | Толга Геџим |                   |
| Б    | Дерек Нидам    | Митхат Кан Озаљп |             | Биркан Батук      |
| П    | Ендрју Ендрујз | Омер Утку Ал     |             |                   |

## Успеси
Друга лига Турске
- Победник (1): 2018–19

## Учинак по сезонама
| Сезона  | Бр. | Лига       | Поз. | Рез.  | Куп Турске | Европска такмичења | Европска такмичења | Европска такмичења |
| ------- | --- | ---------- | ---- | ----- | ---------- | ------------------ | ------------------ | ------------------ |
| 2017–18 | 2   | Друга лига | 2.   |       |            |                    |                    |                    |
| 2018–19 | 2   | Друга Лига | 1.   | 25–5  |            |                    |                    |                    |
| 2019–20 | 1   | Прва лига  | –1   | 11–12 |            |                    |                    |                    |
| 2020–21 | 1   | Прва лига  | 9.   | 13–17 |            | 2 Еврокуп          | РС                 |                    |
| 2021–22 | 1   | Прва лига  |      |       |            | 2 Еврокуп          |                    |                    |

^1  Одложено због пандемије вируса корона.